# 弗拉特黑德縣
弗拉特黑德縣是美國蒙大拿州西北部的一個縣，北鄰加拿大卑詩省，面積13,614平方公里。根据2010年人口普查，本縣共有人口90,928人。本縣治所為卡利斯佩爾。
成立於1893年2月6日，縣名來自一支同名的印地安人。

## 地理

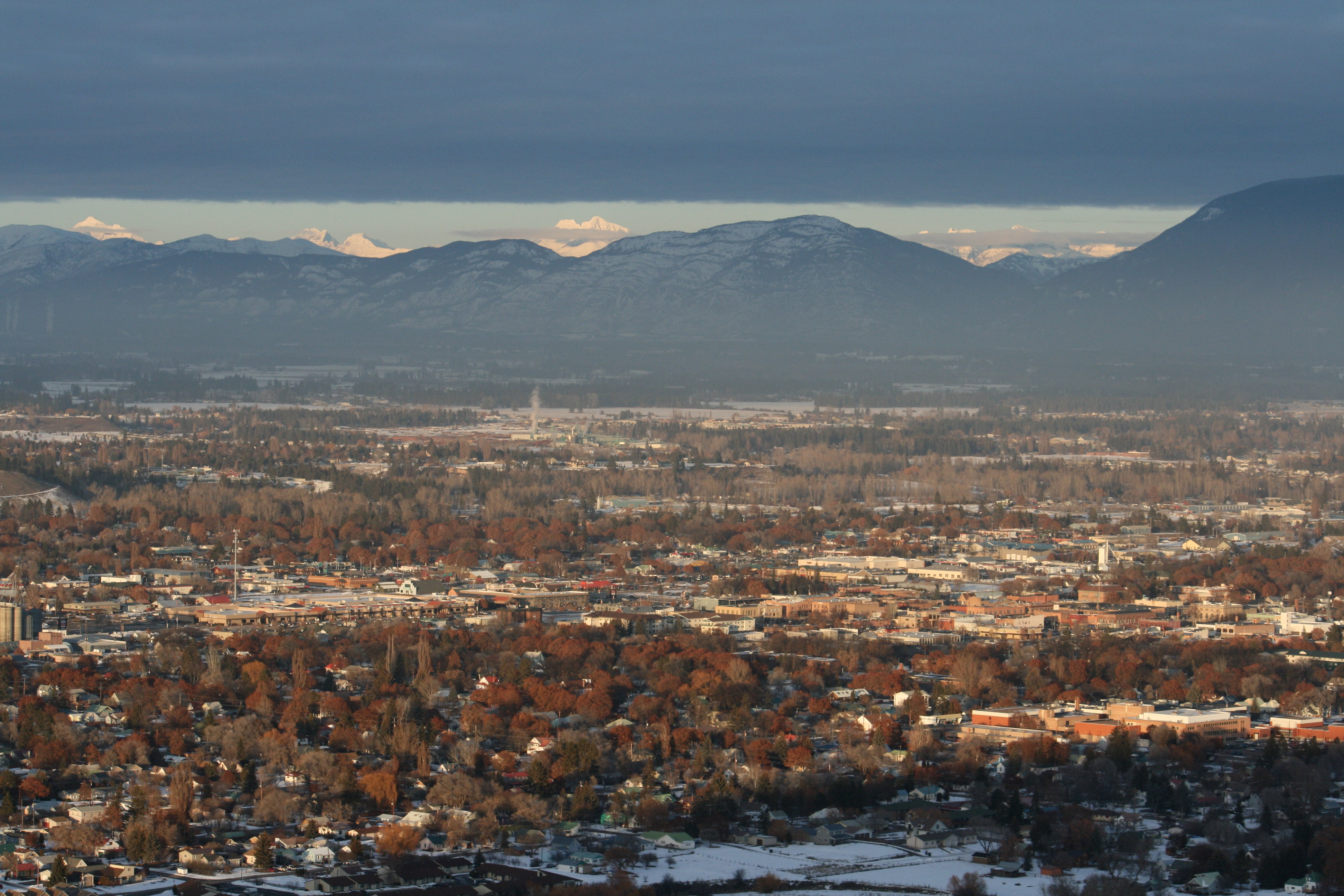
弗拉特黑德縣縣治卡利斯佩爾

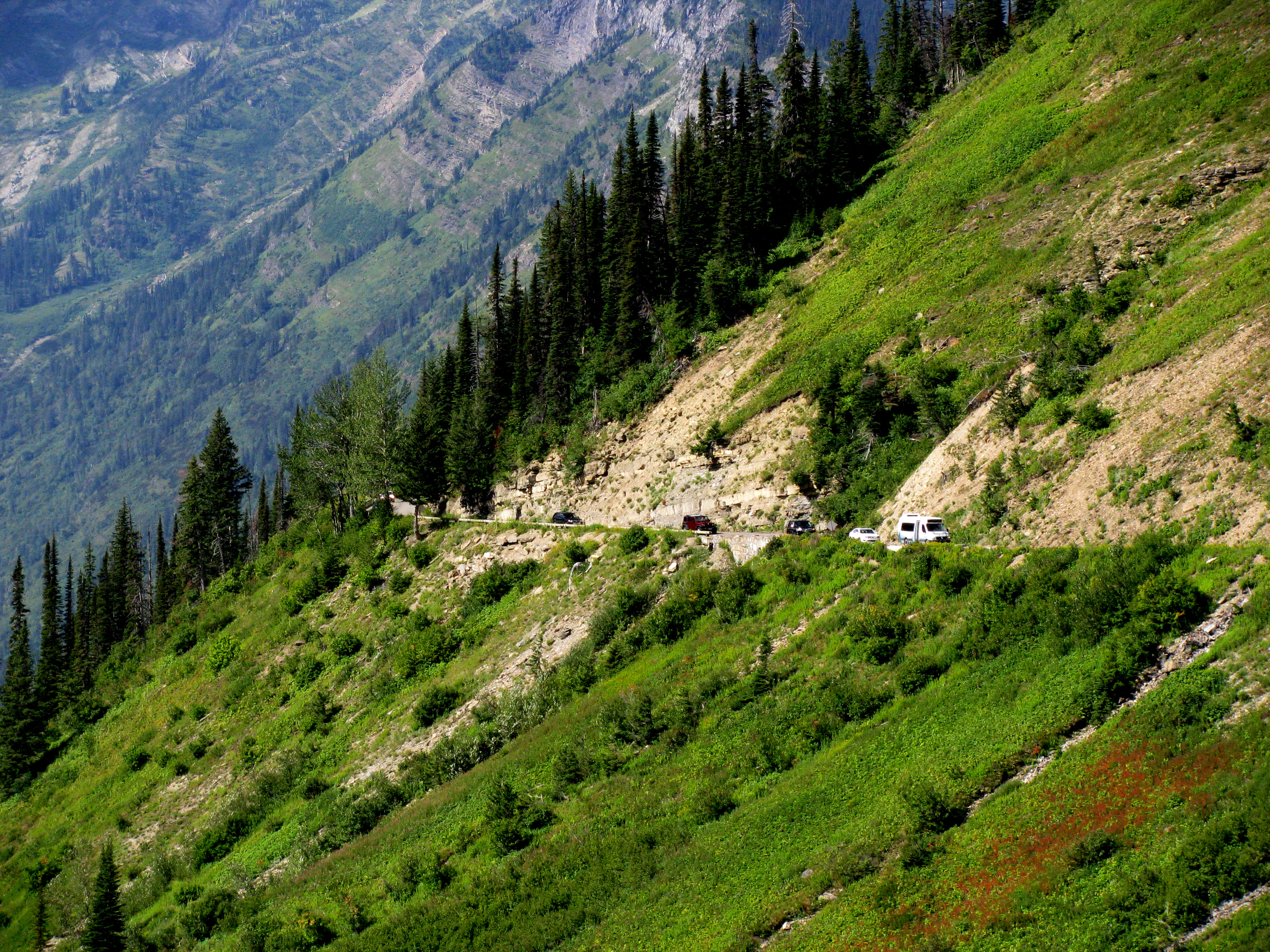
冰川國家公園

根據2000年人口普查，弗拉特黑德縣的總面積為5,256平方英里（13,610平方），其中有5,098平方英里（13,200平方），即96.99%為陸地；158平方英里（410平方），即3.01%為水域。本縣既是蒙大拿州面積第二大的縣份，亦是美國面積第55大的縣份。

### 毗鄰縣或區域
- 不列顛哥倫比亞省 東庫特尼區域：北方
- 蒙大拿州 冰川縣：東方
- 蒙大拿州 龐多雷縣：東方
- 蒙大拿州 提頓縣：東方
- 蒙大拿州 劉易斯與克拉克縣：東南方
- 蒙大拿州 鮑威爾郡：東南方
- 蒙大拿州 米蘇拉縣：東南方
- 蒙大拿州 萊克縣：南方
- 蒙大拿州 桑德斯縣：西南方
- 蒙大拿州 林肯縣：西方

弗拉特黑德縣是州中毗鄰縣數量最多的縣份。

### 國家保護區
- 西北太平洋國家風景區步道（部分）
- 弗拉特國家森林公園（部分）
- 冰川國家公園（部分）
- 庫特內國家森林公園（部分）
- 洛洛國家森林公園（部分）
- 洛斯特雷爾國家野生動物保護區

## 人口
| 调查年            | 人口   | 备注 | %±     |
| ----------------- | ------ | ---- | ------ |
| 1900              | 9,375  |      | —      |
| 1910              | 14,079 |      | 50.2%  |
| 1920              | 21,705 |      | 54.2%  |
| 1930              | 19,200 |      | −11.5% |
| 1940              | 24,271 |      | 26.4%  |
| 1950              | 31,495 |      | 29.8%  |
| 1960              | 32,965 |      | 4.7%   |
| 1970              | 39,460 |      | 19.7%  |
| 1980              | 51,966 |      | 31.7%  |
| 1990              | 59,218 |      | 14.0%  |
| 2000              | 74,471 |      | 25.8%  |
| 2010              | 90,928 |      | 22.1%  |
| [ 6 ] [ 7 ] [ 8 ] |        |      |        |

根據2000年人口普查，弗拉特黑德縣擁有74,471居民、29,588住戶和20,415家庭。其人口密度為每平方英里15居民（每平方公里6居民）。本縣擁有34,773間房屋单位，其密度為每平方英里7間（每平方公里3間）。而人口是由96.26%白人、0.15%黑人、1.15%土著、0.46%亞洲人、0.06%太平洋岛民、0.41%其他種族和1.5%混血构成。而西班牙裔或拉丁美洲人佔了人口1.42%。在96.26%白人中，有21.7%為德國人、11.3%為愛爾蘭人、11.0%為挪威人、以及10.3%為英國人。 
在29,588住户中，有32.5%擁有一個或以上的兒童（18歲以下）、56.9%為夫妻、8.3%為單親家庭、31%為非家庭、25.2%為獨居、8.9%住戶有同居長者。平均每戶有2.48人，而平均每個家庭則有2.97人。在74,471居民中，有25.9%為18歲以下、7.4%為18至24歲、27.4%為25至44歲、26.4%為45至64歲以及13%為65歲以上。人口的年齡中位數為39歲，女子對男子的性別比為100：98.3。成年人的性別比則為100：96.1。
本县的住戶收入中位數為$34,466，而家庭收入中位數則為$40,702。男性的收入中位數為$31,908，而女性的收入中位數則為$20,619，人均收入為$18,112。約9.4%家庭和13%人口在貧窮線以下，包括16.7%兒童（18歲以下）及8.6%長者（65歲以上）。

## 外部連結
- The Daily Inter Lake （页面存档备份，存于）
- Flathead Beacon Newsletter Website （页面存档备份，存于）